# Durbin (Dakota du Nord)
Pour les articles homonymes, voir Durbin.
La zone non incorporée de Durbin est située dans le comté de Cass, dans l’État du Dakota du Nord, aux États-Unis.

## Histoire
Durbin a été fondée en 1881, elle a été nommée en hommage à un employé du chemin de fer.  Un bureau de poste a été opérationnel de 1881 à 1985.

## Source
- (en) Cet article est partiellement ou en totalité issu de l’article de Wikipédia en anglais intitulé « Durbin, North Dakota » (voir la liste des auteurs).

1. ↑  (en) https://geonames.usgs.gov/apex/f?p=gnispq:3:::NO::P3_FID:1028752
2. ↑  (en) Tim Hoheisel et Andrew R. Nielsen, Cass County, Arcadia Publishing, 2007 (ISBN 978-0-7385-4145-7, lire en ligne), p. 82
3. ↑  (en) « Cass County » [archive du 22 novembre 2015], Jim Forte Postal History (consulté le 24 octobre 2015)